# Hester Goodsell
Hester Goodsell (ur. 27 czerwca 1984 r. w Londynie) – brytyjska wioślarka.

## Osiągnięcia
- Mistrzostwa Świata – Gifu 2005 – czwórka podwójna wagi lekkiej – 3. miejsce[2].
- Mistrzostwa Świata – Eton 2006 – dwójka podwójna wagi lekkiej – 3. miejsce[2].
- Mistrzostwa Świata – Monachium 2007 – dwójka podwójna wagi lekkiej – 8. miejsce[2].
- Igrzyska Olimpijskie – Pekin 2008 – dwójka podwójna wagi lekkiej – 11. miejsce[2].
- Mistrzostwa Świata – Poznań 2009 – dwójka podwójna wagi lekkiej – 3. miejsce[2].
- Mistrzostwa Świata – Bled 2011 – dwójka podwójna wagi lekkiej – 3. miejsce[2]